# オリンピズム
オリンピズム（英: Olympism）とは近代オリンピックの父であるピエール・ド・クーベルタン(Pierre de Frédy, baron de Coubertin)によって提唱された、普遍的な社会哲学である。広義に世界の発展、国際理解、平和に共存することであり、社会や倫理教育の場でスポーツの役割を強調するものである。彼自身がオリンピズムを普遍的な哲学と表すように、対象は優秀な選手のみならず、誰にでも当てはまると言うことである。